# Département de Bella Vista
Le département de Bella Vista est une des 25 subdivisions de la province de Corrientes, en Argentine. Son chef-lieu est la ville de Bella Vista.
Le département a une superficie de 1 695 km2. Sa population s'élevait à 35 350 habitants en 2001.

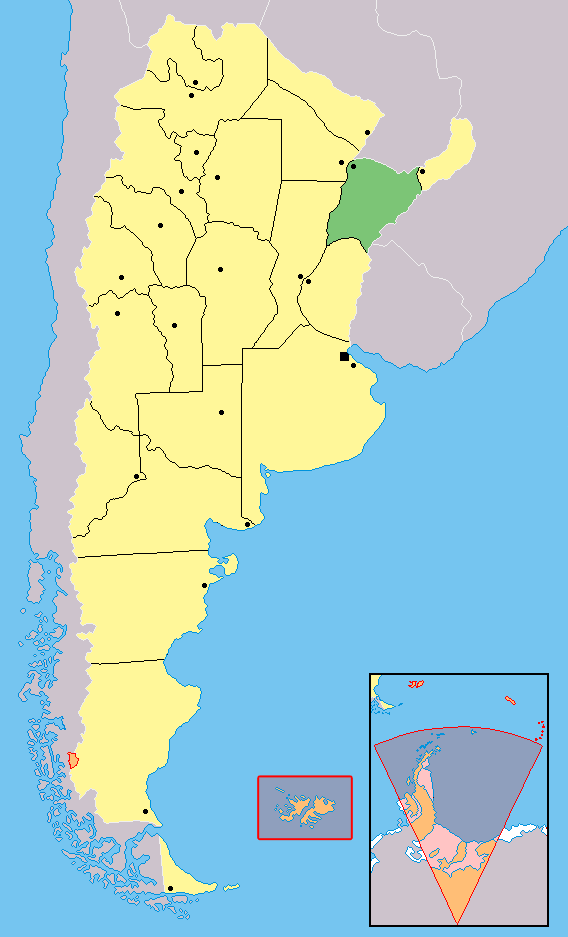
Localisation de la province de Corrientes en Argentine.